# Старі Шомполи
Старі Шомполи — село Доброславської селищної громади Одеського району Одеської області в Україні. Населення становить 800 осіб.

## Населення
Згідно з переписом УРСР 1989 року чисельність наявного населення села становила 709 осіб, з яких 329 чоловіків та 380 жінок.
За переписом населення України 2001 року в селі мешкало 736 осіб.

### Мова
Розподіл населення за рідною мовою за даними перепису 2001 року:
| Мова       | Чисельність | Відсоток |
| ---------- | ----------- | -------- |
| українська | 648         | 88,04%   |
| російська  | 63          | 8,56%    |
| румунська  | 14          | 1,90%    |
| гагаузька  | 6           | 0,81%    |
| білоруська | 2           | 0,27%    |
| болгарська | 1           | 0,14%    |
| німецька   | 1           | 0,14%    |
| польська   | 1           | 0,14%    |
| Усього     | 736         | 100%     |

## Особистості
Уродженцем села є Колосовський Микола Сергійович (1995—2014) — старший солдат Збройних сил України, учасник російсько-української війни.